# Понти (Италия)
Понти (итал. Ponti) — коммуна в Италии, располагается в регионе Пьемонт, в провинции Алессандрия.
Население составляет 677 человек (2008 г.), плотность населения составляет 55 чел./км². Занимает площадь 12 км². Почтовый индекс — 15010. Телефонный код — 0144.
Покровителем коммуны почитается святой Себастьян, празднование 20 января.

## Демография
Динамика населения:

## Администрация коммуны
- Официальный сайт: https://web.archive.org/web/20100925044912/http://www.comuneponti.it/